# Vũ Tụ
Vũ Tụ (1466 - ?) là quan thời Lê sơ, đậu Hoàng Giáp và làm đến Tả Thị Lang bộ Hình. Ông được Phan Huy Chú đánh giá là liêm thẳng, cần kiệm.

## Thân thế
Vũ Tụ là người xã Hoạch Trạch (Vạc), huyện Đường An, nay thuộc làng Hoạch Trạch (Vạch), xã Thái Học, huyện Bình Giang, tỉnh Hải Dương, Việt Nam. Theo một số tài liệu thì ông sinh năm 1466, không rõ năm mất, cũng có tài liệu chú thích là không rõ năm sinh năm mất của ông.

## Sự nghiệp
Ông đỗ hoàng giáp khoa Quý Sửu năm 1493 đời Hồng Đức thời Lê Thánh Tông, làm đến tả thị lang bộ Hình.
Theo Lịch triều hiến chương loại chí, vua từng cho người biếu lụa thử các quan, các quan đều nhận cả, chỉ riêng ông không chịu nhận và đuổi về. Khi biết ông không chịu nhận lụa thử, vua khen ông có tiết tháo và ban hai chữ "liêm tiết", cho dán vào cổ áo mỗi khi vào chầu.

## Câu nói
| “ | Người đời đục cả, chỉ mình ta trong. Ta há lại nghe lời nói ngọt của mày mà đổi tiết tháo đi ru. | ” |
| — |                                                                                                  |   |

## Đánh giá
Phan Huy Chú trong Lịch triều hiến chương loại chí có nhận xét ông là "tính liêm thẳng, làm quan trong sạch, cần kiệm, chưa từng lấy bậy của người".